# Aconurella shaba
Aconurella shaba är en insektsart som beskrevs av Ghauri 1981. Aconurella shaba ingår i släktet Aconurella och familjen dvärgstritar. Inga underarter finns listade i Catalogue of Life.